# Samuel Hartlib
Samuel Hartli(e)b (ca. 1600 – 10 de març de 1662) fou un polímata germano-britànic. Un promotor actiu i escriptor expert en diversos camps, s'interessà per la ciència, la medicina, l'agricultura, la política i l'educació. Passà la seva vida a Anglaterra, on s'hi casà i hi morí. Fou contemporani de Robert Boyle amb qui mantingué una relació estreta, i fou veí de Samuel Pepys, d'Axe Yard.
Sovint es descriu Hartlib com un "acumulador d'informació", fins al punt de ser anomenat "el més gran acumulador d'informació i intel·ligència d'Europa". El seu objectiu principal de la seva vida fou avançar en la creació de coneixement i, per tant, es mantenia en contacte amb un gran grup de persones, des de filòsofs fins a grangers. Intercanviava moltes cartes i correspondència, la qual n'ha sobreviscut molta fins als nostres dies; es troba guardada en la col·lecció Hartlib de la Universitat de Sheffield a Anglaterra. Fou una de les figures intel·lectuals amb més interconnexions de l'era de la Commonwealth, té diverses patents, disseminant informació i promovent l'aprenentatge. Feu circular dissenys de màquines de calcular, instruments per a l'escriptura doble, màquines de sembra i de collita. Les seves cartes escrites en alemany i anglès, han sigut objecte d'estudis en època recent.
Hartlib s'havia fixat l'objectiu de "registrar tot el coneixement humà i fer-ho universalment disponible per a l'educació de tota la humanitat". La seva obra s'ha comparat amb la dels motors de cerca d'internet.